# Новосад (Росія)
Новосад (рос. Новосад) — селище у Світлоярському районі Волгоградської області Російської Федерації.
Населення становить 508 осіб. Входить до складу муніципального утворення Приволзьке сільське поселення.

## Історія
Селище розташоване у межах українського історичного та культурного регіону Жовтий Клин.
Згідно із законом від 14 травня 2005 року № 1059-ОД органом місцевого самоврядування є Приволзьке сільське поселення.

## Населення
| 2010 |
| ---- |
| 508  |